# Kim Jung-Hwan
Kim Jung-Hwan (en coreano: 김정환; Seúl, 2 de septiembre de 1983) es un deportista surcoreano que compite en esgrima, especialista en la modalidad de sable.
Participó en tres Juegos Olímpicos de Verano entre los años 2012 y 2020, obteniendo un total de cuatro medallas: oro en Londres 2012, bronce en Río de Janeiro 2016 y oro y bronce en Tokio 2020. Ganó seis medallas en el Campeonato Mundial de Esgrima entre los años 2013 y 2022.

## Palmarés internacional
| Juegos Olímpicos   | Juegos Olímpicos        | Juegos Olímpicos  | Juegos Olímpicos  |
| Año                | Lugar                   | Medalla           | Prueba            |
| ------------------ | ----------------------- | ----------------- | ----------------- |
| 2012               | Londres (Reino Unido)   | Medalla de oro    | Sable por equipos |
| 2016               | Río de Janeiro (Brasil) | Medalla de bronce | Sable individual  |
| 2020               | Tokio (Japón)           | Medalla de oro    | Sable por equipos |
| 2020               | Tokio (Japón)           | Medalla de bronce | Sable individual  |
| Campeonato Mundial |                         |                   |                   |
| Año                | Lugar                   | Medalla           | Prueba            |
| 2013               | Budapest (Hungría)      | Medalla de bronce | Sable por equipos |
| 2014               | Kazán (Rusia)           | Medalla de plata  | Sable por equipos |
| 2017               | Leipzig (Alemania)      | Medalla de oro    | Sable por equipos |
| 2018               | Wuxi (China)            | Medalla de oro    | Sable individual  |
| 2018               | Wuxi (China)            | Medalla de oro    | Sable por equipos |
| 2022               | El Cairo (Egipto)       | Medalla de oro    | Sable por equipos |